# Maria Sofia De la Gardie

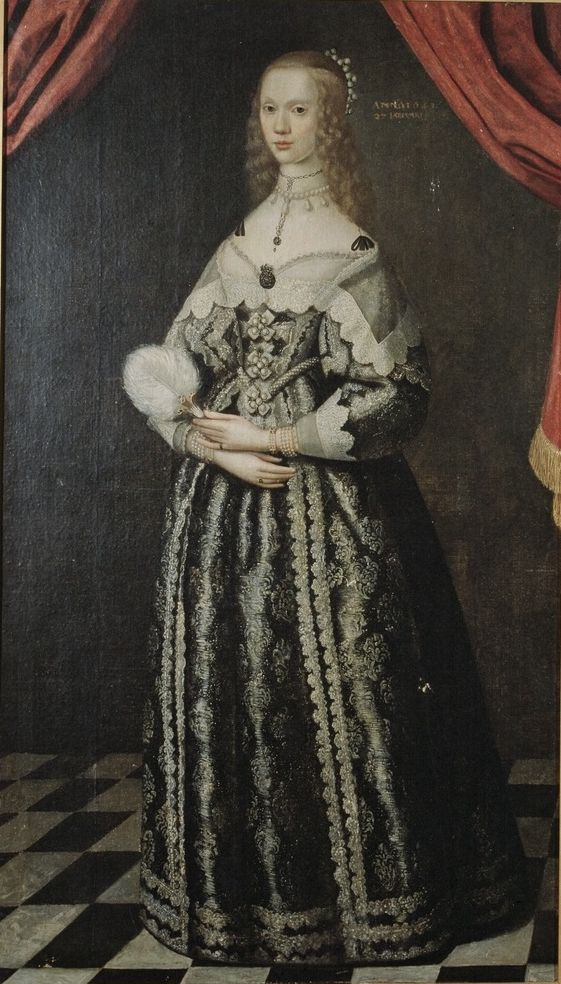
Maria Sofia De la Gardie

Maria Sofia De la Gardie (1627 - 22 de agosto de 1694) foi uma nobre, condessa, cortesão, banqueira e empreendedora industrial sueca. Ela é mais conhecida por seus empreendimentos industriais e é considerada a primeira mulher grande empresária de seu país. Ela serviu como Mestra da Corte da Rainha Cristina da Suécia.
Seu empreendimento de maior sucesso foi a indústria têxtil: com a energia das cachoeiras de sua propriedade, ela fabricava lonas e tecidos que serviam para equipar o exército. Durante a década de 1650, De la Gardie dedicou-se à atividade bancária e competiu com o seu concorrente, o Banco Stockholms, contraindo grandes empréstimos no banco e depois utilizando os montantes emprestando-os aos seus clientes, depois do início lucrativo, algum tempo depois, problemas surgiram permitindo que o Stockholms Banco confiscasse e vendesse os seus títulos.